# Mychonia superstes
Mychonia superstes là một loài bướm đêm trong họ Geometridae.